# Атланта (Луизијана)
Атланта (енгл. Atlanta) град је у америчкој савезној држави Луизијана.

## Демографија
По попису из 2010. године број становника је 163, што је 13 (8,7%) становника више него 2000. године.
| Група             | 2000.       | 2010.       |
| Белци             | 132 (88,0%) | 109 (66,9%) |
| Афроамериканци    | 15 (10,0%)  | 46 (28,2%)  |
| Азијати           | 0 (0,0%)    | 0 (0,0%)    |
| Хиспаноамериканци | 0 (0,0%)    | 1 (0,6%)    |
| Укупно            | 150         | 163         |